# متیس (تگزاس)
متیس، تگزاس (به انگلیسی: Mathis, Texas) یک شهر در ایالات متحده آمریکا با جمعیت ۵٬۰۳۴ نفر است که در تگزاس واقع شده‌است.

## موقعیت جغرافیایی
موقعیت جغرافیایی شهرها و مناطق اطراف به شرح زیر است: